# تفجيرات طائرات توبوليف
تفجيرات طائرات توبوليف هي عملية تفجير طائرتي توبوليف تي يو 134 التابعة لطيران فولغا على الرحلة 1303، وتوبوليف تو 154 التابعة للخطوط الجوية السيبيريية فوق مقاطعتي تولا أوبلاست وروستوف أوبلاست، وكان هذا أسوء هجوم أرهابي في روسيا بعد 3 سنوات من تعرض الولايات المتحدة لأحداث 11 سبتمبر.

## الرحلات الجوية

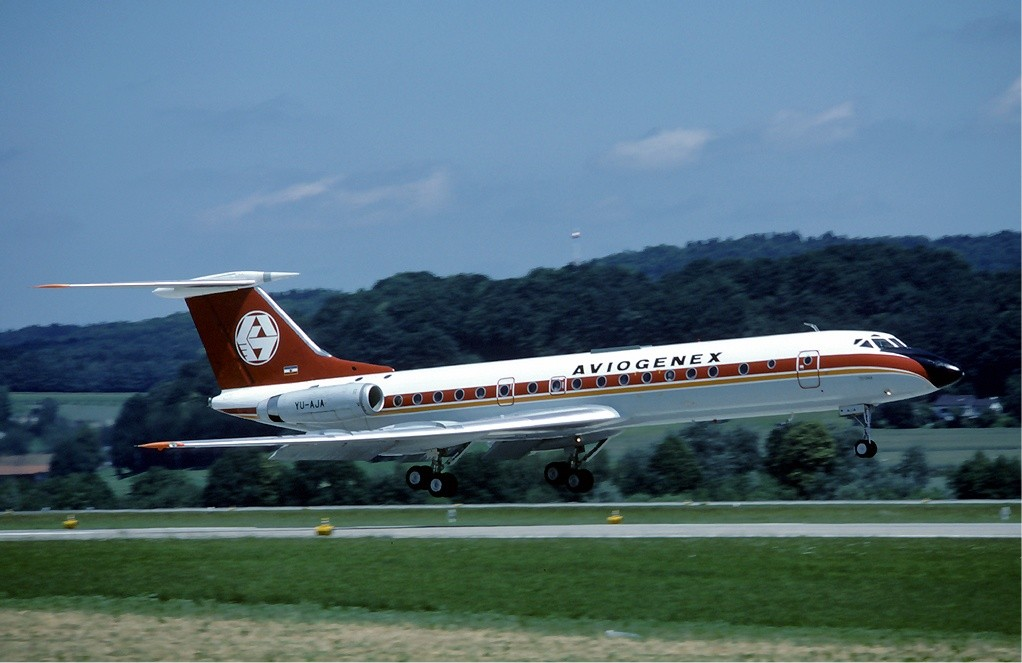
توبوليف في مطار زيوريخ

### فولغا أفيا إكسبريس الرحلة 1353
هي طائرة توبوليف تي يو 134 أقلعت من موسكو إلي فولغوغراد وكانت تحمل علي متنها 34 راكبا و9 من أفراد الطاقم وتحطمت الطائرة في مقاطعة تولا أوبلاست.

### الخطوط الجوية السيبيريية الرحلة 1047
هي طائرة توبوليف تو 154 أقلعت من موسكو إلي سوتشي وكانت تحمل علي متنها 38 راكبا و8 من أفراد الطاقم وتحطمت الطائرة في مقاطعة روستوف أوبلاست.